# Высшие женские историко-литературные курсы Н. П. Раева
Вы́сшие исто́рико-литерату́рные и юриди́ческие же́нские ку́рсы Н. П. Ра́ева — курсы высшего образования для женщин в Российской империи с историко-литературным и юридическим факультетами, учреждённые в Санкт-Петербурге 3 декабря 1905 года действительным статским советником Николаем Павловичем Раевым.

## История
Санкт-Петербургские высшие историко-литературные женские курсы Н. П. Раева вошли в систему высшего образования для женщин сравнительно поздно, но оставили заметный след в русской культуре начала XX столетия, главным образом, в силу блестящего состава преподавательских сил.
Учреждение курсов действительному статскому советнику Российской империи Николаю Павловичу Раеву было разрешено 3 декабря 1905 года. Организационная фаза завершилась к осени 1906 года, когда было начато систематическое обучение слушательниц.
Обучение на курсах проводилось на двух факультетах:
- историко-литературный (предметы — богословие, психология, логика, педагогика, философия, русская литература, всеобщая литература, русская история, всеобщая история, история искусств);
- юридический (предметы — все виды права (от церковного до международного), политическая экономия, статистика, латинский язык).

На историко-литературном факультете курсов преподавали: К. М. Аггеев (богословие), А. И. Введенский (философия), Н. А. Котляревский (всеобщая литература), В. В. Сиповский (русская литература), С. М. Середонин (русская история), Ф. Ф. Зелинский (история Греции), П. П. Митрофанов (история Рима), В. И. Протасов (латинский язык).
На юридическом факультете преподавали: Л. К. Дымша, Л. И. Петражицкий (энциклопедия права), профессор В. Д. Кузьмин-Караваев (уголовное право), М. А. Рейснер (государственное право).
1 августа 1907 года директор курсов Н. П. Раев просил утвердить профессорами курсов ординариусов Санкт-Петербургского университета — правоведов Э. Д. Гримма, М. Я. Пергамента, И. X. Озерова, и преподавателями курсов — его приват-доцентов Е. В. Аничкова, В. Н. Сперанского (история философии права), а также преподавателя Технологического института М. В. Бернадского.
С 1908 года курсы разместились в доме № 20 по улице Гороховой в Санкт-Петербурге.
К этому времени преподавать на курсах были приглашены: в должности профессора курсов — И. Д. Андреев, а преподавателями — И. Ф. Анненский, В. Б. Ельяшевич, H. М. Каринский, П. И. Люблинский, П. Б. Струве и Б. М. Фармаковский. 9 сентября 1908 года Н. П. Раев обратился к попечителю округа с просьбой об утверждении, дополнительно, профессором курсов доктора славянской филологии A. Л. Погодина. Спустя месяц, 8 ноября, Раев сообщал о принятом им решении ввести на курсах для желающих уроки древнегреческого языка, в связи с чем им был приглашён статский советник С. О. Цыбульский; одновременно он ходатайствовал об утверждении профессором Ф. А. Брауна; преподавателем статистики был приглашён Р. М. Орженцкий. Лекции на курсах читал и С. В. Рождественский.
В 1909 году на курсах изучалось семнадцать дисциплин, в том числе русский язык и общее языкознание; в качестве обязательных для изучения фигурировали английский, латинский, немецкий и французский языки, а также древнегреческий для желающих. Такое расширение было нацелено на то, чтобы добиться права для окончивших курсы сдавать экзамены по образцу университетов, что, в свою очередь, должно было означать, что выпускницы будут получать право преподавания в старших классах женских гимназий. Как явствует из документов Департамента народного просвещения, 4 сентября 1913 года попечитель Санкт-Петербургского учебного округа был извещён о том, что слушательницы историко-литературного факультета, представившие удостоверение об окончании курсов Н. П. Раева, «допускаются к экзаменам в испыт(ательных) комиссиях на тех же основаниях, что и лица, получившие выпускное от ун-тов свидетельство». Отсутствие такой возможности было причиной малочисленности юридического факультета курсов. В результате, в своём письме попечителю округа от 27 января 1912 года Раев был вынужден констатировать «отсутствие желающих поступить вновь на юридический факультет» и просил утвердить с 1 сентября 1911 года, т. е. со дня фактического прекращения лекций, увольнение преподавателей М. А. Рейснера, Ф. В. Тарановского (русское право), В. Н. Сперанского, Р. М. Орженцкого, B. В. Святловского (политическая экономия с 1910 года), Л. И. Петражицкого.
В 1910 году курсы истории античной литературы был приглашён читать Вячеслав Иванов. В это время на курсах преподавали также Н. А. Гредескул, Я. Л. Барсков, В. Н. Бенешевич.
Из слушательниц курсов широкой известностью пользуется, пожалуй, только одна — Анна Ахматова, которая перевелась с юридического отделения Киевских высших женских курсов. Ещё одно из имён, связанных с курсами Н. П. Раева, — имя литературного
критика начала XX века Таисии Яковлевны Ганжулевич (1880—1936).
Лекции на курсах читали Л. В. Щерба, Н. О. Лосский (март 1914), С. Л. Франк, А. И. Заозёрский, А. А. Васильев (сентябрь 1914), П. Н. Сакулин, Н. П. Оттокар (май 1915), A. И. Малеин (февраль 1914); В. Н. Перетц (ноябрь 1916), О. К. Недзвецкая (ноябрь 1916).
Николай Павлович Раев был директором курсов со дня их основания до 30 августа 1916 года — до момента его назначения обер-прокурором Святейшего Правительствующего Синода Российской империи.